# Mpezeni
Mpezeni (también llamado Mpeseni) (1830-1900) fue un rey guerrero de uno de los mayores grupos ngoni del África central, con sede en la actual Chipata, Zambia, en un momento en que la Compañía Británica de Sudáfrica (British South Africa Company, BSAC) de Cecil Rhodes estaba tratando de tomar posesión del territorio a nombre del Imperio británico. Enviados portugueses y de la BSAC fueron enviados en 1889 y 1895 a convérselo de aceptar la soberanía lusitana o inglesa pero fueron infructuosos.
En 1897 se rebeló con 10.000 lanzas (aunque nunca logró tener más de 4.000 o 5.000 lanzas a la vez) contra los británicos que estaban tomando el control Nyasalandia y Rodesia del Nordeste pero fue derrotado. Él firmó un tratado que le permitió gobernar como jefe supremo de las provincias del Oriental (Zambia) y Mchinji (Malaui). Sus descendientes han conservado el título de Jefe Supremo Mpezeni.